# Grevillea cordata
Grevillea cordata är en tvåhjärtbladig växtart som beskrevs av Gardn.. Grevillea cordata ingår i släktet Grevillea och familjen Proteaceae. Inga underarter finns listade i Catalogue of Life.